# Liste der Monuments historiques in Landavran
Die Liste der Monuments historiques in Landavran führt die Monuments historiques in der französischen Gemeinde Landavran auf.

## Liste der Objekte
| Bezeichnung                    | Beschreibung                      | Standort                        | Kennzeichnung | Schutzstatus | Datum | Bild |
| ------------------------------ | --------------------------------- | ------------------------------- | ------------- | ------------ | ----- | ---- |
| Skulptur der heiligen Apolline | Holz, bemalt, 16./17. Jahrhundert | in der Kirche Notre-Dame (Lage) | PM35002990    | Inscrit      | 2009  |      |